# Quilmes AC
Quilmes Atlético Club, zkráceně Quilmes AC, je argentinský fotbalový klub se sídlem ve městě Quilmes v aglomeraci Buenos Aires. Quilmes vyhrál 2 tituly v argentinské lize. Hraje na stadiónu Estadio Centenario Ciudad de Quilmes.

## Úspěchy

### Domácí
- Primera División (2): 1912, 1978 Metropolitano
- Copa de Honor Municipalidad de Buenos Aires (1): 1908